# Akira Satake
Akira Satake (japanisch 佐竹 明 Satake Akira; * 1. Januar 1929; † 21. Oktober 2024) war ein japanischer evangelischer Theologe und Professor für neutestamentliche Wissenschaft.

## Leben
Satake studierte zunächst an der Universität Tokyo. Er setzte sein Studium in Heidelberg (Wintersemester 1956 / 57 Sommersemester und 1957) und in Zürich (vom Wintersemester 1957 / 58 bis Sommersemester 1959) fort. Anschließend war er von September 1959 bis März 1962 Studierendenpfarrer in Heidelberg. 1963 wurde er in Heidelberg bei Günther Bornkamm zum Dr. theol. promoviert.
Von Mai 1963 bis März 1976 lehrte er als Dozent an der Aoyama-Gakuin-Universität in der Theologischen Abteilung. Von Januar 1977 bis März 1990 war er Professor an der Universität Hiroshima (Europäische Kulturkunde 地域研究). Von April 1990 bis Mai 1996 lehrte er als Professor an der Ferris-Hochschule in Yokohama (Europäische Kulturkunde 地域研究). Von Juni 1996 bis zu seiner Emeritierung im Mai 2004 war er dort Rektor.

## Schriften
- Die Gemeindeordnung in der Johannesapokalypse (= Wissenschaftliche Monographien zum Alten und Neuen Testament Bd. 21). Neukirchener, Neukirchen-Vluyn 1966 (zugleich Diss. Heidelberg 1963).
- Die Offenbarung des Johannes (= Kritisch-exegetischer Kommentar über das Neue Testament) Band 16. 2008. ISBN 978-3-525-51616-4.